# Bazilika Sacré-Cœur u Parizu
Bazilika Sv. Srca (franc. Sacré-Cœur de Montmartre) je rimokatolička crkva i manja bazilika smještena na brdu Montmartreu u Parizu. Projektirao ju je Paul Abadie. Posvećena je Srcu Isusovom. Izgradnja je započela 1875. godine, a dovršena je 1914. godine. Projektirana je u neobizantskom stilu.